# Samantha Borutta
Samantha Borutta (7 de agosto de 2000) es una deportista de Alemania que compite en atletismo. Ganó una medalla de oro en el Campeonato Europeo de Atletismo Sub-23 de 2021, en la prueba de lanzamiento de martillo.